# Washingtonville (Pennsylvania)
Washingtonville is een plaats (borough) in de Amerikaanse staat Pennsylvania, en valt bestuurlijk gezien onder Montour County.

## Demografie
Bij de volkstelling in 2000 werd het aantal inwoners vastgesteld op 201.
In 2006 is het aantal inwoners door het United States Census Bureau geschat op 192, een daling van 9 (-4,5%).

## Geografie
Volgens het United States Census Bureau beslaat de plaats een oppervlakte van
0,1 km², geheel bestaande uit land. Washingtonville ligt op ongeveer 167 m boven zeeniveau.

## Plaatsen in de nabije omgeving
De onderstaande figuur toont nabijgelegen plaatsen in een straal van 12 km rond Washingtonville.